# Walter Ulbricht
Walter Ernst Paul Ulbricht (Lipsia, 30 giugno 1893 – Groß Dölln, 1º agosto 1973) è stato un politico tedesco.
È stato membro e segretario generale del Partito Socialista Unificato di Germania (SED) dal 24 luglio 1950 al 3 maggio 1971, e presidente del partito fino alla morte nel 1973, assurgendo in tal modo al ruolo di primo storico leader della Germania Est. Vicepresidente del Consiglio dei ministri della Repubblica Democratica Tedesca (DDR) dal 1949, il suo potere venne anche formalmente istituzionalizzato quando ricoprì la carica di primo presidente del Consiglio di Stato della Repubblica Democratica Tedesca dal 12 settembre 1960 al 1º agosto 1973 e, soprattutto la carica di capo del Consiglio nazionale della difesa della Repubblica Democratica Tedesca.
Il 3 maggio 1971, ufficialmente a causa dell'incedere dell'età, si dimise dall'incarico di segretario del Partito; al suo posto venne eletto Erich Honecker. Ulbricht mantenne la carica di presidente del Consiglio di Stato fino alla sua morte avvenuta nel 1973.

## Biografia

### Gioventù e inizi in politica
Walter Ulbricht nacque nel 1893 a Lipsia nella Gottschedstraße. Era il primo figlio del sarto Ernst August Ulbricht e di sua moglie Pauline Ida, nata Rothe.
Nel 1912 Ulbricht divenne membro del Partito Socialdemocratico di Germania (SPD). Come giovane funzionario Ulbricht diede lezioni a gruppi giovanili del SPD e fece volontariato presso l'Istituto Scolastico dei lavoratori e nel movimento dei giovani operai di Lipsia.
Dopo lo scoppio della prima guerra mondiale Walter Ulbricht scrisse e pubblicò come membro della sinistra del SPD, sotto la guida di Karl Liebknecht e Rosa Luxemburg, numerosi volantini con chiamate a porre fine alla guerra. Ad un incontro ufficiale del SPD nel dicembre 1914 Ulbricht chiese ai membri del partito presenti nel Reichstag di votare in futuro contro i crediti di guerra. Fu attaccato per la sua posizione pacifista e la sua richiesta venne respinta.
Dal 1915 al 1918 Ulbricht combatté come soldato sul Fronte orientale, nei Balcani, in Serbia e Macedonia come caporale. Fra il 1917 e il 1918 si ammalò di malaria e rimase in ospedale a Skopje. Nel 1917 entrò nel Partito Socialdemocratico Indipendente di Germania (USPD). Anche se non fu un attivo agitatore durante la guerra, le autorità militari sospettarono politicamente di lui. Con il suo trasferimento sul Fronte occidentale Ulbricht abbandonò nel 1918 il suo reparto, fu arrestato e condannato a due mesi di prigione. Poco dopo venne scarcerato e fu mandato come soldato a Bruxelles, dove redasse ancora una volta volantini contro la guerra in Belgio. Allo scoppio della rivoluzione di novembre una corte marziale condannò Ulbricht per diserzione.

### Periodo di Weimar

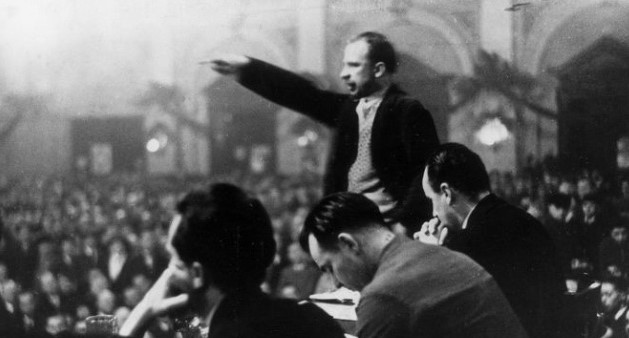
Ulbricht parla a un evento congiunto KPD-NSDAP presso il Saalbau Friedrichshain, Prenzlauer Berg (Berlino), 22 gennaio 1931. L'uomo a sinistra in primo piano, di spalle, è Joseph Goebbels, Gauleiter nazionalsocialista di Berlino. L'evento sfociò in una rissa tra i militanti dei due partiti.

Durante la rivoluzione di novembre del 1918 Ulbricht fu membro del consiglio militare del XIX Armeekorps a Lipsia. Probabilmente solo dal 1920 divenne un membro del KPD, salendo in fretta i ranghi come funzionario di partito. Lavorò dal 1924 per il Comintern, prima a Mosca e poi a Pietrogrado. Ulbricht prese in considerazione il principio organizzativo leninista delle cellule operative in contrasto con la consueta suddivisione per posizione dei gruppi. Dal 1926 al 1929 fu deputato al Landtag della Sassonia, e nel 1928 per la circoscrizione di Westfalen-Süd, oltre a divenire un membro del Reichstag e poco dopo a entrare nel Comitato Centrale (CC) del suo partito. Dal 1929, fu alla guida del KPD del distretto di Berlin-Brandenburg-Lausitz Grenzmark. Nel corso di una manifestazione di massa, il 22 gennaio 1931, Ulbricht apparve insieme al Gauleiter di Berlino, Joseph Goebbels. Nel novembre 1932 fu uno degli organizzatori dello sciopero dei trasporti di Berlino, a cui accanto al KPD partecipò anche l'NSBO, un sindacato nazionalsocialista.

### L'esilio durante il periodo nazista

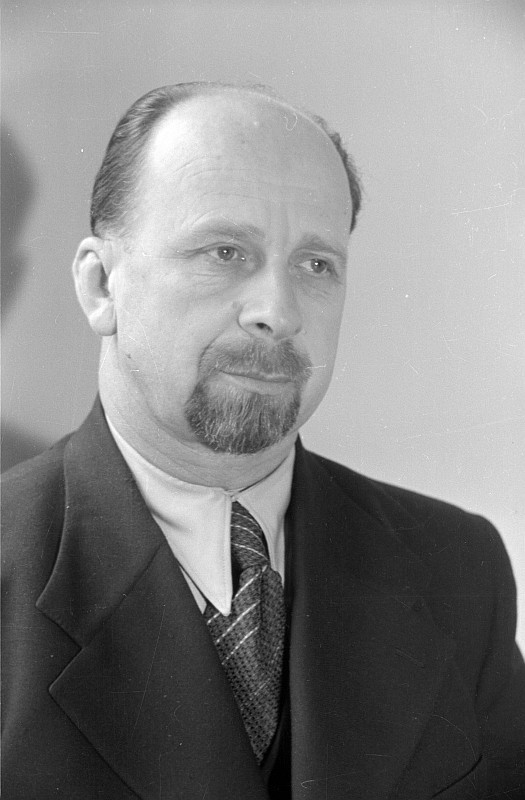
Walter Ulbricht, 1946 circa

Dopo la presa del potere da parte del Partito nazista nel gennaio 1933 Ulbricht prese parte alla riunione del KPD allo Sporthaus Ziegenhals di Berlino, il 7 febbraio 1933. Guidò poi il Partito Comunista nell'illegalità e quindi emigrò a Parigi.
Dopo il suo soggiorno a Parigi e a Praga, si trasferì nel 1938 a Mosca. All'inizio della seconda guerra mondiale Ulbricht difese il patto di non aggressione tedesco-sovietico. Scrisse che le forze progressiste non erano "la lotta e la causa contro il terrorismo e contro la reazione della Germania".
Subito dopo l'invasione tedesca dell'Unione Sovietica nel giugno 1941 Ulbricht si trovava nella dirigenza del Comintern e partecipe in un programma tedesco di Radio Mosca. Invitò i soldati tedeschi ad arrendersi nella battaglia di Stalingrado. Nei campi di prigionia sovietici cercò di influenzare i soldati tedeschi per porre le basi di una politica tedesca del dopoguerra basata sui programmi del KPD. Fu cofondatore nel 1943 del "Comitato Nazionale per una Germania Libera" (NKFD).

### Struttura della RDT sotto Ulbricht

#### Costruzione del socialismo

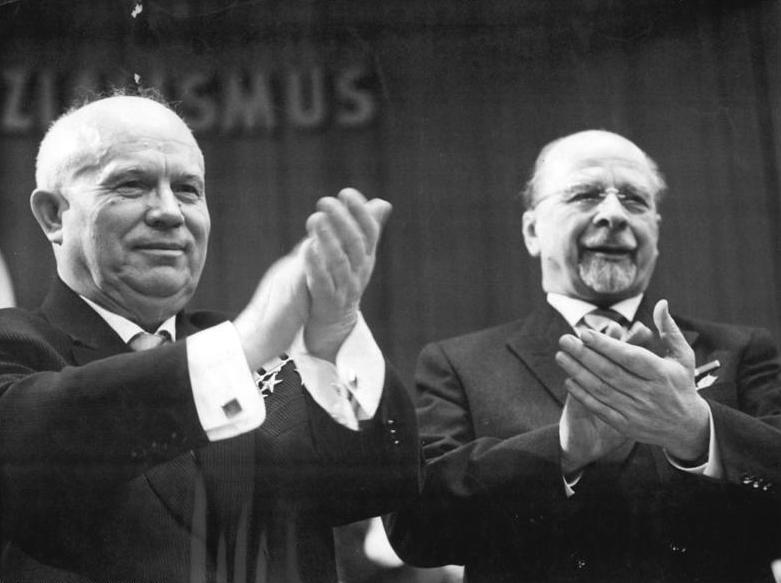
Ulbricht insieme a Nikita Chruščëv (a sinistra) nel 1963.

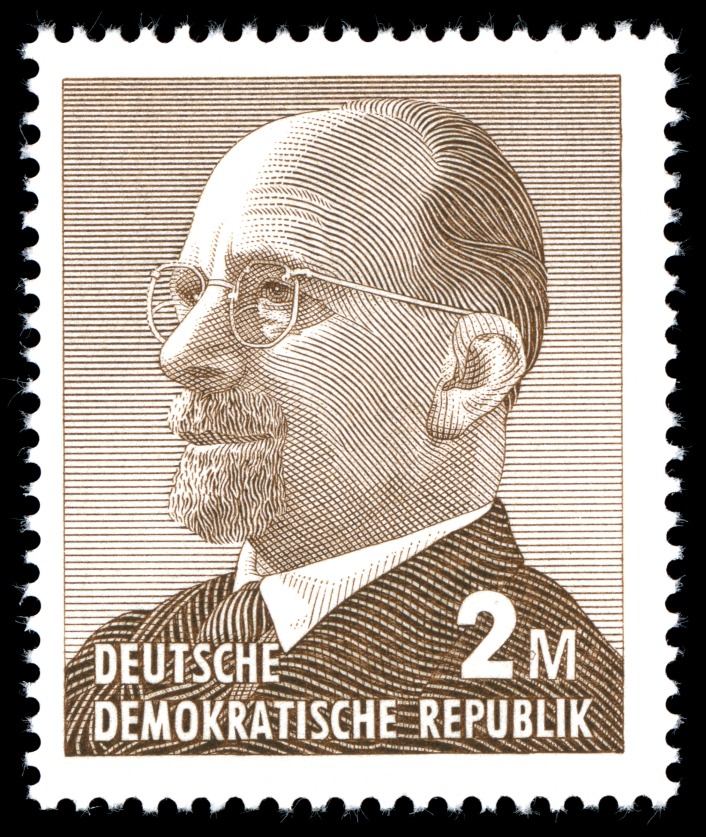
Francobollo di Walter Ulbricht emesso nella Repubblica Democratica Tedesca, ovvero la Germania orientale.

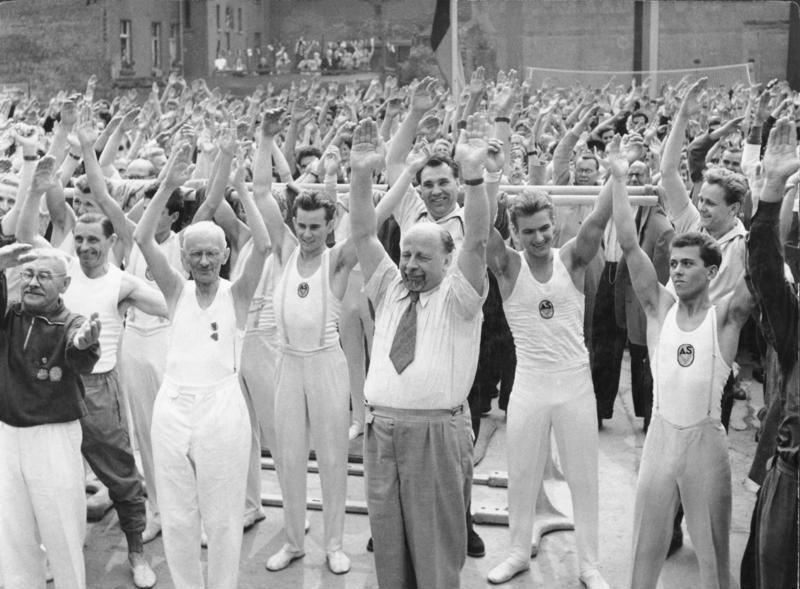
Walter Ulbricht al III Festival di ginnastica e sport della RDT a Lipsia nel 1959.

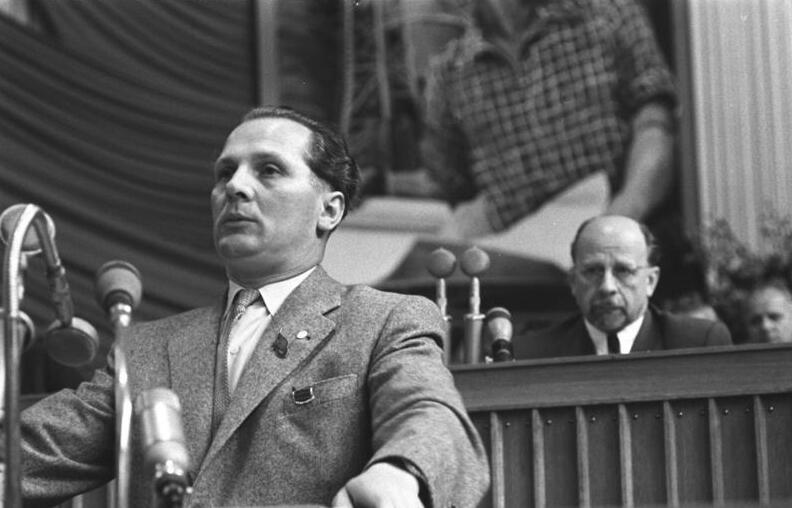
Erich Honecker, guardato da Walter Ulbricht, suo mentore, al V Congresso del Partito della SED nel 1958.

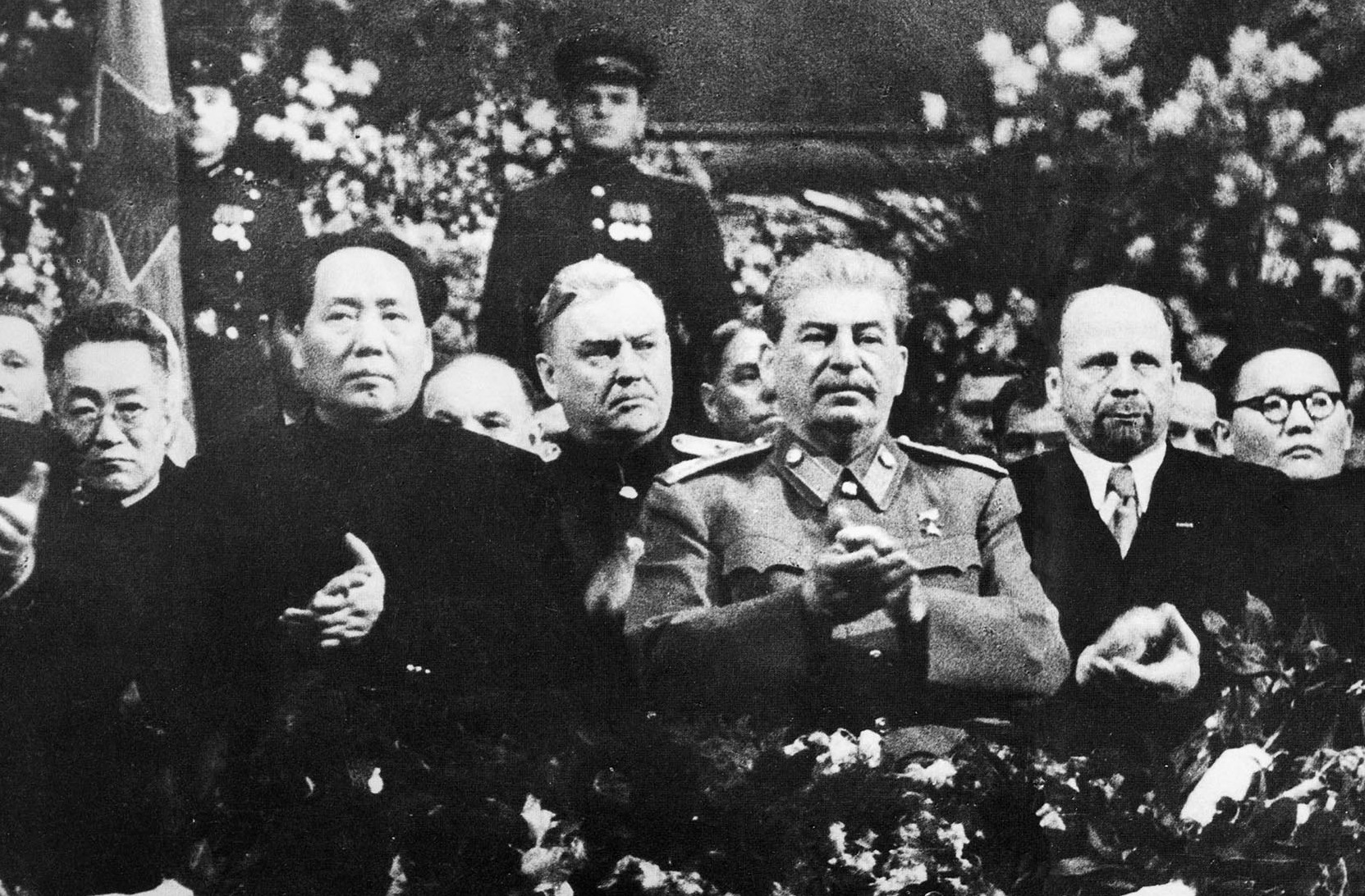
Mao, Bulganin, Stalin, Ulbricht e Tsedenbal alla cerimonia organizzata per 71º compleanno di Stalin a Mosca nel dicembre 1949.

Dopo che per il deciso rifiuto della nota di Stalin ed il trattato di Bonn era divenuto chiaro che le potenze occidentali non erano disposte a recedere dalla realizzazione dello stato parziale occidentale, Ulbricht nel luglio 1952 si accinse alla realizzazione del socialismo secondo il modello sovietico nella DDR. Stalin avallò le decisioni dei governanti della RDT. Alla II Conferenza del SED Ulbricht disse:
a) svolgere le attività di base del potere del popolo: per spezzare la resistenza del nemico e rendere innocui gli agenti nemici; per proteggere la patria e il lavoro di costruzione del socialismo, organizzando le forze armate [...] Il rafforzamento del potere statale democratico è diventata una necessità urgente così come effettuare una riforma amministrativa [...]
b) [...] la conferenza del partito richiama l'attenzione dei membri nell'apparato statale e del settore sulla necessità per la ricostruzione del settore metallurgico, minerario, meccanico pesante e il settore energetico [...]
c) la più ampia concorrenza socialista è quella di sviluppare l'esperienza di diffusi innovatori [...]
d) ai contadini e alle contadine che lavorano duramente, che si uniscono su base del tutto volontaria alle cooperative, devono essere concessi gli aiuti necessari e, pertanto, allo stesso tempo, l'alleanza della classe operaia deve consolidarsi con i lavoratori contadini.»
Di conseguenza, venne rafforzato il confine con la Germania Ovest. La Kasernierte Volkspolizei fu il nucleo del nuovo esercito della Repubblica Democratica Tedesca. Nel 1956 nacque così la Nationale Volksarmee. Nel 1950 venne istituito il Ministero per la Sicurezza di Stato. Vennero ampliate e intensificate le attività contro i reali e i sospettati nemici dello Stato, in particolare nei confronti dei giovani. La nazionalizzazione delle aziende venne basata e condotta sul modello sovietico e si pose particolare attenzione alla costruzione di un'industria pesante. La collettivizzazione dell'agricoltura avvenne solo nel 1960, quando Ulbricht, tuttavia, incontrò delle difficoltà a fare aderire tutti gli agricoltori ad una cooperativa agricola.
Dopo la morte di Stalin, il 5 marzo 1953, la posizione di Ulbricht fu temporaneamente messa in pericolo perché venne considerato come l'archetipo di uno stalinista.
Paradossalmente, fu salvato dalla rivolta popolare innescata il 17 giugno 1953, che rafforzò la sua posizione. Nel 1960 divenne Presidente di due commissioni di recente creazione: Capo del Consiglio Nazionale della Difesa della Repubblica Democratica Tedesca e Capo del Consiglio di Stato della Repubblica Democratica Tedesca, che dopo la morte di Wilhelm Pieck sostituì la carica di Presidente della Repubblica. Ulbricht era quindi capo di Stato della RDT e aveva unito le funzioni per un decisivo controllo sullo Stato e sul partito.

#### Muro di Berlino

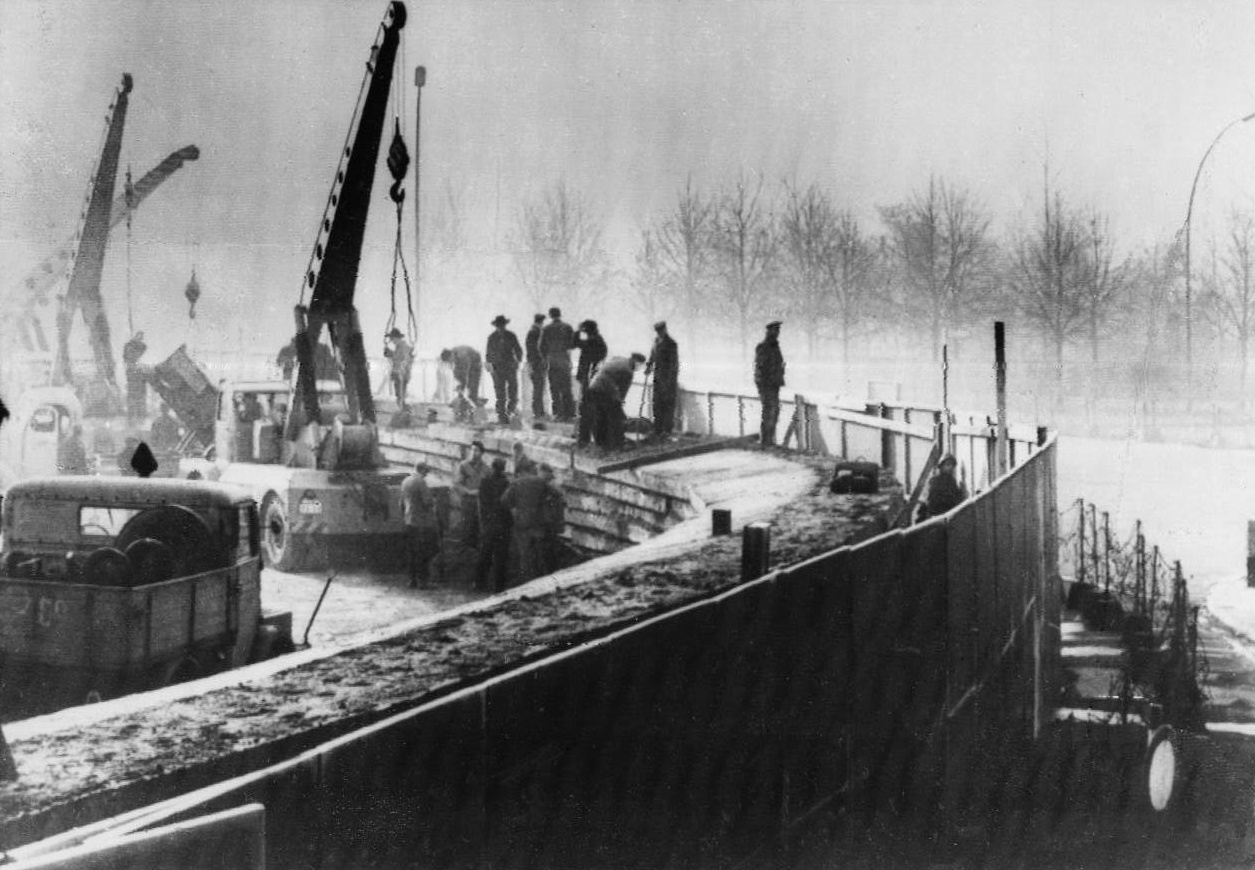
Rafforzamento del Muro di Berlino alla Porta di Brandeburgo nel novembre 1961.

Nel 1961 avvenne la costruzione del Muro di Berlino nella RDT, sotto la responsabilità politica di Ulbricht, come risultato di difficili negoziati col governo di Mosca e della necessità di fermare l'emigrazione di esuli e di gruppi d'élite.
In un primo momento negò ad una conferenza stampa tenuta il 15 giugno 1961 tali intenzioni, facendo delle dichiarazioni in tal senso alla giornalista tedesca occidentale Annamarie Doherr.
Tuttavia, nella medesima occasione, alla domanda di spiegare quale sarebbe stato il tipo di misura per la chiusura dei confini, Ulbricht parlò per la prima volta di un "muro". Non potrà però essere mai chiarito se tale dichiarazione fosse frutto di disattenzione o fosse invece intenzionale.
Due mesi dopo, domenica 13 agosto 1961, fu eretto il muro tra Berlino Est e Berlino Ovest e la Repubblica Democratica Tedesca per tutta la sua lunghezza (circa 156 km), cominciato di notte alle ore 01:00 dalle Forze Armate della Repubblica Democratica Tedesca. Fra mille lacune, si provvide a erigere una barriera con un'enorme quantità di materiale edilizio, e a tal scopo impiegato un gran numero di operai.

#### Architettura nazionale e politica culturale
L'architettura doveva essere concepita a livello nazionale. Venne istituita un'Accademia Tedesca di architettura che operò un contraddittorio numero di demolizioni e costruzioni. Per motivi ideologici sullo sfondo della costruzione dei centri urbani socialisti venne conseguita la ricostruzione di numerose rovine di guerra e significativi paesaggi urbani formati da edifici storici furono demoliti durante la presidenza di Walter Ulbricht negli anni cinquanta e anni sessanta. Così come il castello di Berlino (1950), il castello di Potsdam (1959) e la Garnisonkirche a Potsdam (1968).
In particolare venne criticata, nel 1968, la decisione di demolire la Paulinerkirche a Lipsia, definita di "cultura barbarica", intatta da 700 anni. Dopo le proteste civili contro l'esplosione della chiesa, vi furono anche delle detenzioni. Molti dei nuovi edifici videro la luce nel corso del 1950 nello stile del Classicismo socialista, come la Stalinallee a Berlino.
Ulbricht vide il socialismo come una fase prolungata e indipendente. Ciò si riflesse anche sulla ricerca di una "via nazionale al socialismo", come ad esempio nell'uso di elementi dell'ex divisa della Wehrmacht nelle uniformi della NVA.
Dopo che il Muro di Berlino fu costruito nel 1961, la RDT si aprì internamente in un primo momento, in particolare verso la cultura giovanile.
Ulbricht fu propenso a fornire la più ampia e vera cultura giovanile della RDT, che doveva essere in gran parte indipendente dalle influenze occidentali. La sua famosa "Yeah, Yeah, Yeah" divenne un'affermazione allusiva dei Beatles: "È davvero così che abbiamo bisogno di copiare lo sporco che proviene dall'Occidente?".

#### Politiche amministrative ed economiche

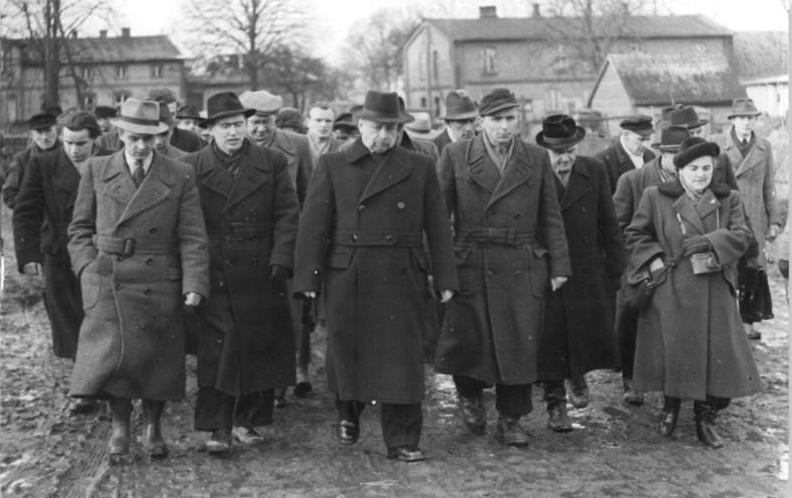
Ulbricht in visita alla Cooperativa di produzione Agricola a Trinwillershagen nel 1953

Caratteristica della ristrutturazione della RDT fu l'eliminazione e la dissoluzione dell'amministrazione dei cinque Länder, avvenuta il 25 luglio 1952, in 14 distretti e di Berlino Est divenuta "capitale della RDT". Con la fine degli anni cinquanta aumentarono le aspettative dell'obiettivo primario di collettivizzazione forzata dell'agricoltura.
Ulbricht lanciò nel 1963 un Nuovo sistema economico di pianificazione e gestione (NÖSPL) - subito dopo seguito dal Nuovo Sistema Economico (NÖS) - per raggiungere una maggiore efficienza dell'economia. Gli uomini chiave del nuovo sistema economico erano Wolfgang Berger ed Erich Apel.
La modernizzazione della riforma del sistema economico andò di pari passo con la sfera sociale (Legge sull'istruzione del 1965). La RDT prese parte alla "meritocrazia socialista" al punto in cui doveva essere non solo decisa l'ortodossia politica, ma anche le qualifiche professionali delle posizioni ricoperte e dunque sociali. Sempre più impegnati furono anche gli esperti in posizioni della leadership politica. Costituzionalmente, i cambiamenti sociali ed economici erano sanciti dalla seconda Costituzione della Repubblica Democratica Tedesca del 1968.
Uno dei cavalli di battaglia di Ulbricht fu la gestione scientifica dell'economia e della politica. La pietra angolare di questo fu una completa informatizzazione, lo sviluppo dell'elettronica e dei dati di elaborazione. Il nuovo sistema economico vide anche il collegamento dell'economia con la scienza, il che significava in pratica che vi sarebbero stati sempre più professionisti capaci di gestire decisioni importanti rispetto alle imprese individuali e alle imprese a maggiore indipendenza acquisita. Nella primavera del 1972 vi erano ancora circa 11.400 imprese medie nella RDT, tra le quali circa 6500 aziende di Stato che offrivano particolari beni e servizi di consumo.
Ulbricht giocò un ruolo importante nella fornitura della valuta estera per il Comecon che passò attraverso il baratto finanziato da consegne di materie prime, recepite dall'Unione Sovietica e vendibile anche nei paesi occidentali tramite materie prime e beni di consumo chimici.
Dopo di che, si creò una maggiore resistenza al nuovo sistema economico della RDT. Il leader di questa opposizione, supportato dallo stesso Breznev, fu Erich Honecker, che a sua volta poteva sperare nell'approccio di molti membri del partito. Nel 1972 prevalse un'ultima grande ondata di nazionalizzazioni.

#### Posizioni sulla politica estera
Ulbricht ignorava le "contraddizioni nel socialismo", come nei rapporti reali relativamente poveri della RDT con i piccoli "paesi fratelli" del Comecon. Usò anche il termine "comunità umana socialista" che venne abbandonato subito dopo la sua morte. Importante e cruciale per la RDT fu la carriera politica stessa di Ulbricht e i suoi rapporti con l'Unione Sovietica. Per quanto riguarda i successi economici del Comecon, Ulbricht propagandò, alla fine degli anni sessanta, il "modello della RDT" come esempio di tutte le società industriali socialiste sviluppate, arrivando al conflitto ideologico con il PCUS. La repressione della Primavera di Praga fu per Ulbricht una svolta positiva.
Ulbricht sosteneva che avrebbero potuto esserci normali relazioni diplomatiche tra la Repubblica Democratica Tedesca e la Repubblica Federale Tedesca solo quando si fosse riconosciuta tra i due Stati la piena sovranità dell'altro Stato. Questa posizione fu in contrasto con la Dottrina Hallstein della RFT, secondo la quale la Repubblica federale ebbe pieni contatti con la RDT che non riconobbe.

## Vita privata

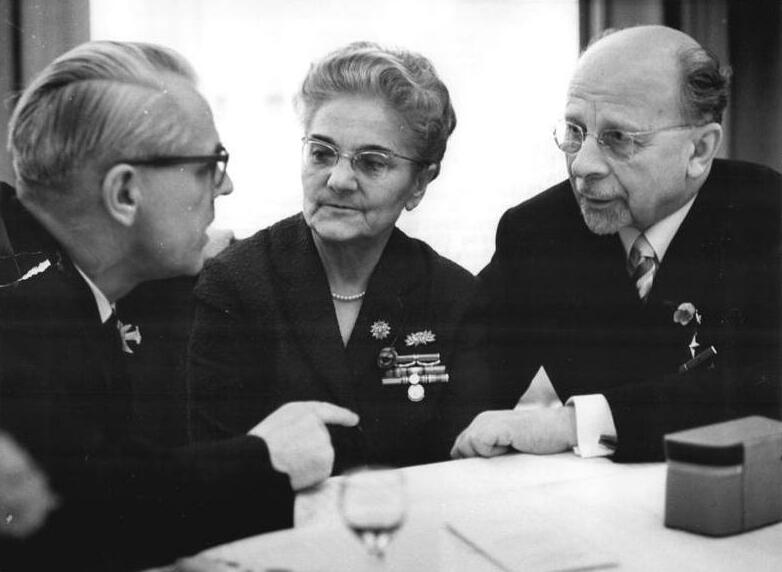
Walter Ulbricht (a destra), con la moglie Lotte e Willi Stoph.

La madre di Ulbricht morì nel 1926, suo padre nel 1943 durante un raid aereo alleato su Lipsia. La sorella visse ad Amburgo ed immigrò nel 1928, come suo fratello, negli Stati Uniti dove aveva contatti con lui.
Ulbricht sposò nel 1920 Martha Schmellinsky (12 gennaio 1892 - 1976), una sarta macchinista di Lipsia con cui era amico dal 1915. La coppia aveva una figlia (1920), che in seguito visse assieme al marito e ai due figli in Germania Ovest, senza mantenere alcun rapporto col padre.
Nel 1920 Ulbricht iniziò una relazione con Rosa Michel (in realtà Marie Wacziarg, nata il 4 gennaio 1901 a Varsavia e morta nel novembre 1990 a Berlino), membro del Partito Comunista Francese (PCF) di nazionalità polacca e membro dello staff del Comitato esecutivo dell'Internazionale Comunista (ECCI). Dal 1945 al 1948 corrispondente del giornale del Partito Comunista Francese L'Humanité a Berlino, poi dell'Allgemeiner Deutscher Nachrichtendienst di Parigi. La coppia ebbe una figlia: Rose (nata il 15 giugno 1931 a Mosca e morta il 12 novembre 1995 a Gif-sur-Yvette). Il rapporto si concluse nel 1935 a Mosca, quando si legò a Lotte Kühn.
Ulbricht nel 1946 adottò un'orfana di un anno di nazionalità sovietica chiamata Beate, vista la volontà comune di avere figli con Lotte Kühn, che sposò alla fine del 1953. Beate visse dal 1959 in Unione Sovietica. Dopo il suo ritorno nel 1963 in Germania Est ruppe i rapporti con Ulbricht e la Kühn.
Morto nel 1973, Ulbricht è sepolto nel cimitero centrale di Friedrichsfelde a Berlino.